# GAZ-21 Wołga

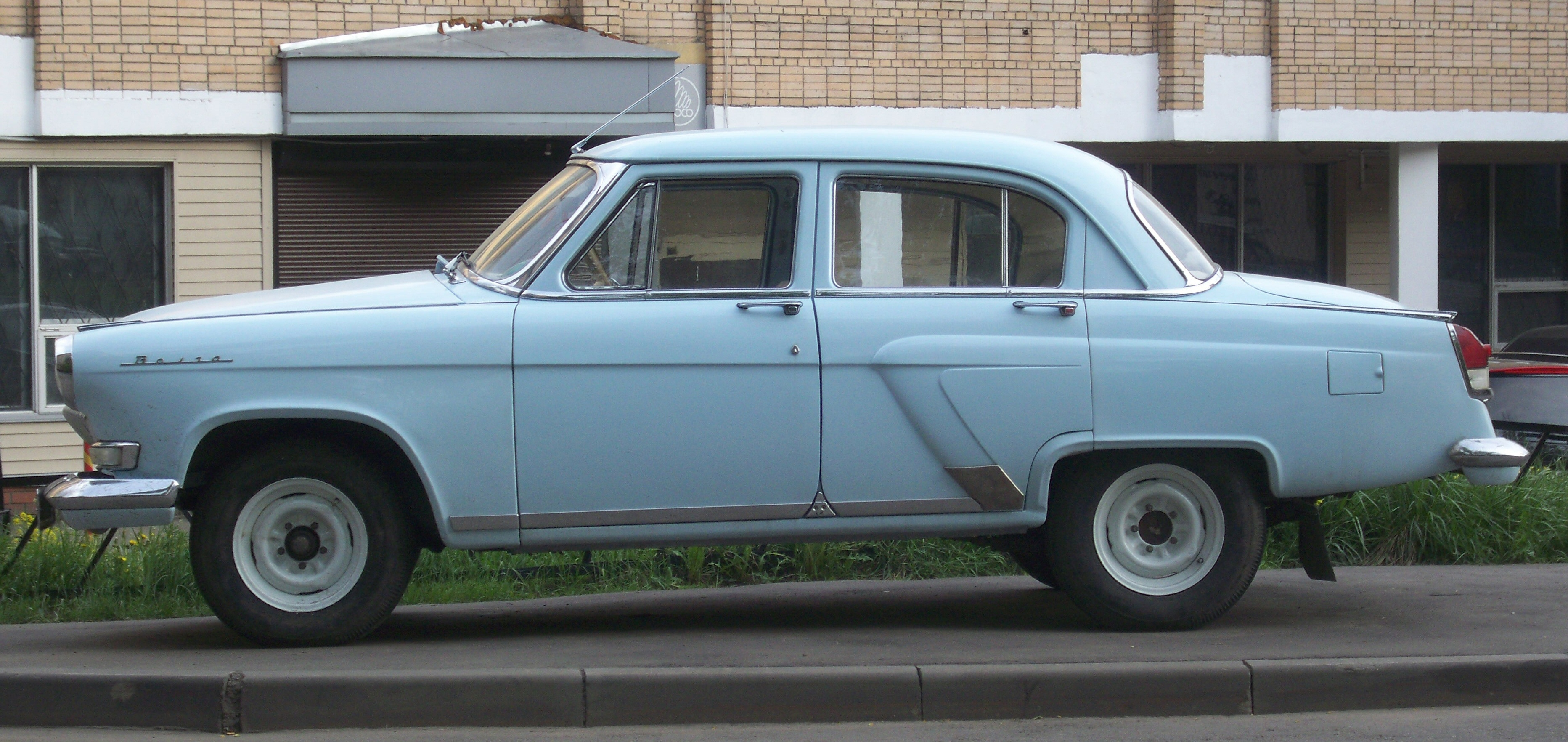
Sylwetka Wołgi (samochód 3. serii)

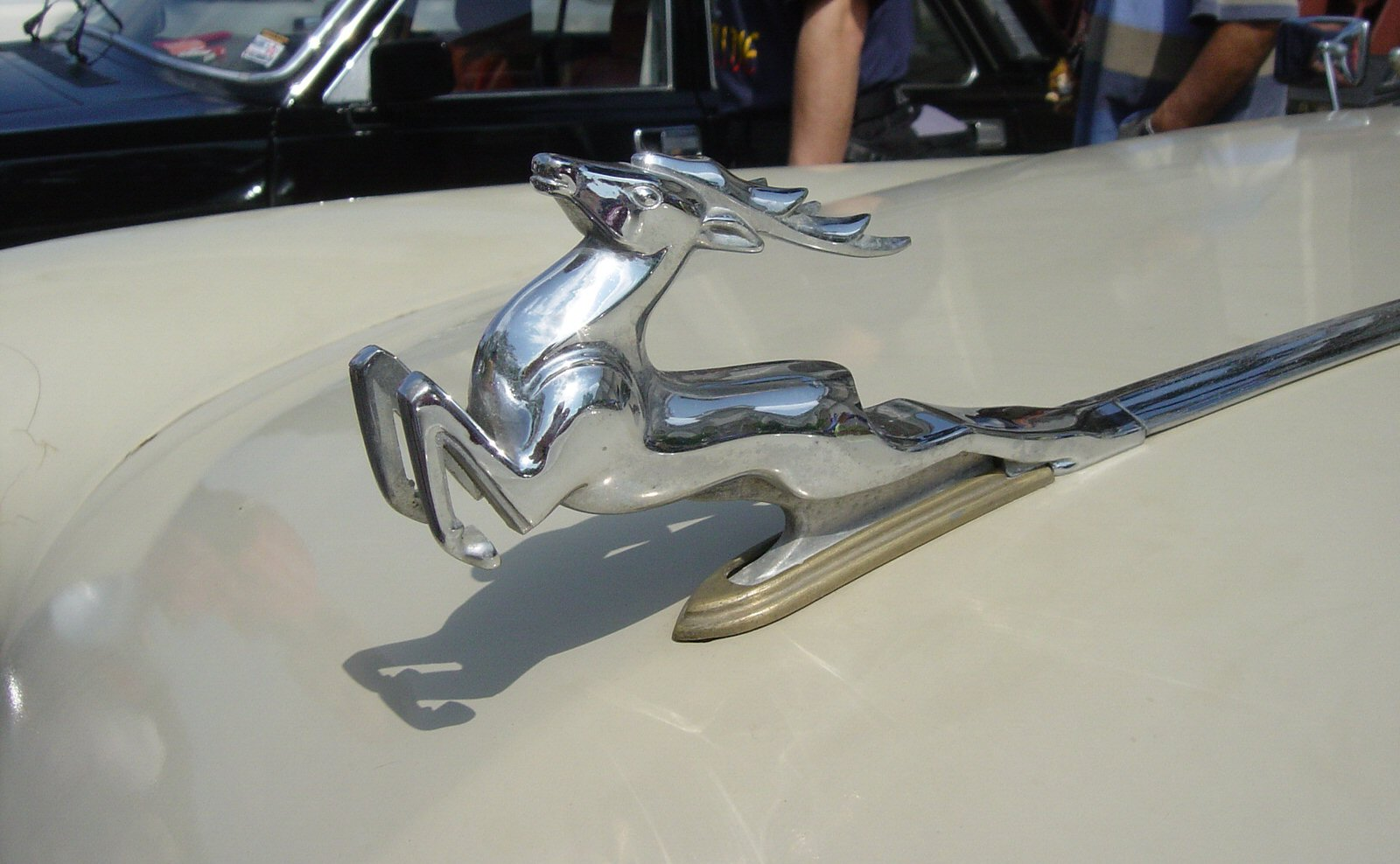
Figurka jelenia i chromowany pasek na masce pierwszych dwóch serii

GAZ-21 Wołga (ros. ГАЗ-21 Волга), początkowo M-21 Wołga – samochód osobowy klasy średniej wyższej, produkowany w radzieckich zakładach GAZ w Gorkim w latach 1956–1970, pierwsza generacja modelu Wołga. Był to jedyny samochód średniej klasy produkowany w tym okresie w ZSRR. Oprócz sedana GAZ-21, produkowano też kombi GAZ-22 i specjalną mocniejszą wersję GAZ-23. Samochód ten był także przedmiotem szerokiego eksportu, w tym do krajów zachodnich. Oprócz użytku prywatnego, powszechnie używany był jako taksówka i samochód służbowy dla funkcjonariuszy państwowych w krajach bloku wschodniego, w tym Polsce. Zbudowano 639 478 Wołg pierwszej generacji, razem z wersją kombi.

## Rozwój i opis modeli

### Powstanie samochodu

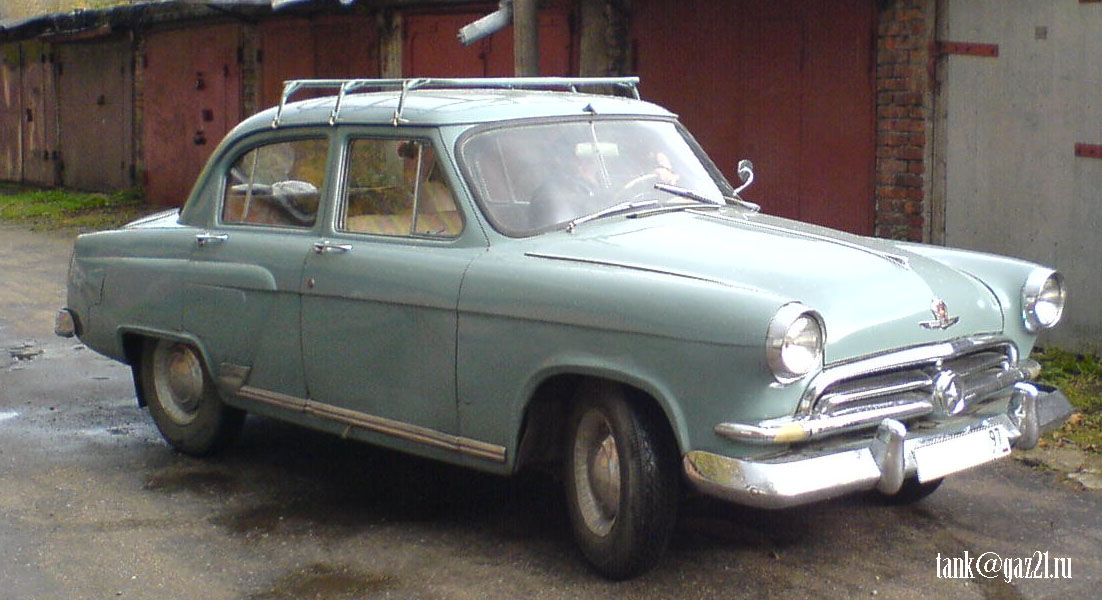
M-21 Wołga pierwszej serii

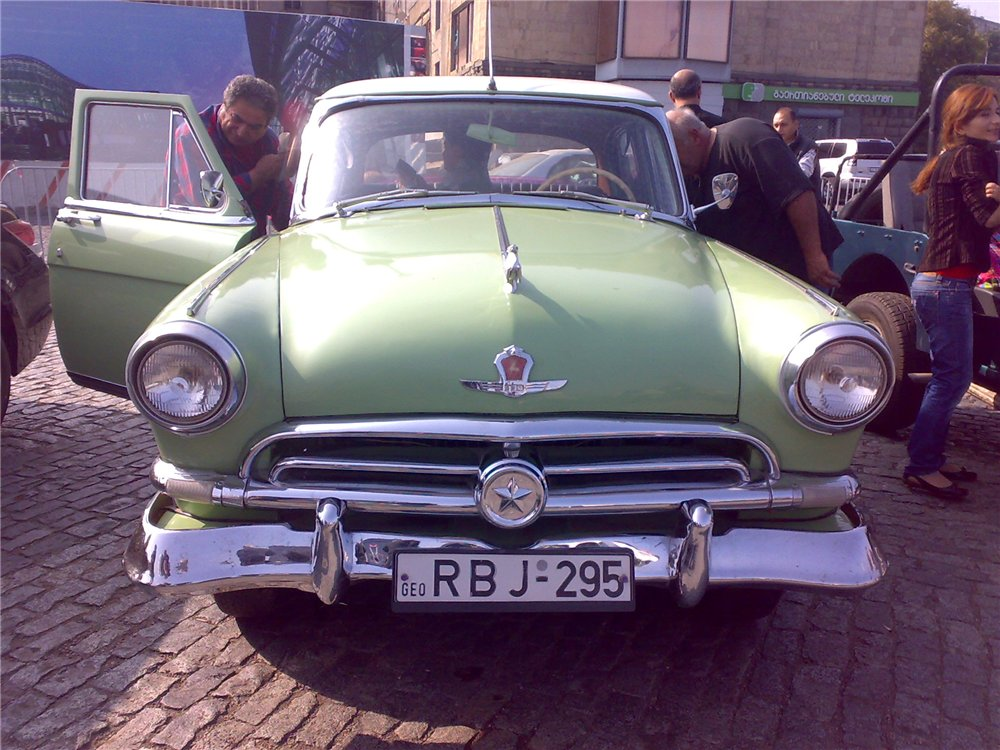
M-21 Wołga pierwszej serii (zderzak typowy dla drugiej serii)

GAZ M-21 Wołga był następcą samochodu M-20 Pobieda, który był projektem z czasów II wojny światowej i w latach 50. był już konstrukcją mało nowoczesną. Prace nad nowym samochodem średniej klasy rozpoczęto w zakładach GAZ w 1951 roku, jeszcze pod kierunkiem głównego konstruktora Andrieja Lipharta (zdjętego następnie z tego stanowiska przez stalinowskie władze przemysłu pod zarzutem „kosmopolityzmu” w 1952 roku). Wiodącym konstruktorem samochodów osobowych GAZ był wówczas Władimir Sołowiow, natomiast bezpośrednie projektowanie samochodu powierzono młodemu inżynierowi Aleksandrowi Niewzorowowi.
Dla ułatwienia produkcji zachowano ten sam rozstaw osi, co w M-20 (2700 mm), ale nowy samochód otrzymał obszerniejsze wnętrze i większy bagażnik (był dłuższy i szerszy od poprzednika). Wnętrze było także jaśniejsze, a widoczność lepsza dzięki panoramicznym wygiętym szybom, które zastosowano po raz pierwszy w radzieckim samochodzie z przodu i z tyłu. Pod względem mechanicznym samochód miał otrzymać nowy, mocniejszy silnik górnozaworowy, cichszy hipoidalny tylny most oraz, po raz pierwszy w ZSRR, automatyczną skrzynię biegów. Jednostka napędowa wykonana przy użyciu stopów aluminium była przy tym lżejsza.
Wstępny projekt samochodu był gotowy w listopadzie 1953 roku. Projektantem nadwozia o dynamicznej i w tamtym czasie nowoczesnej linii był Lew Jeriemiejew. Odpowiadało ono modzie samochodowej pierwszej połowy lat 50. – dopatrywano się inspiracji wzornictwem amerykańskich modeli Forda z lat 1952–1954, chociaż nadwozie Wołgi nie było ich kopią i miało rozpoznawalny styl. Trzystopniowa automatyczna skrzynia biegów była jednakże bezpośrednio skopiowana z amerykańskiej Fordomatic z zakupionego do prób w 1954 roku Forda Mainline, z uwagi na brak doświadczenia konstruktorów radzieckich z takimi przekładniami, po porównaniu ze skrzynią Chevroleta. W marcu 1955 roku powstał pierwszy prototyp Wołgi, a w kwietniu dwa dalsze, nieco się różniące i wyposażone już w automatyczną przekładnię. Następnie powstał jeszcze czwarty prototyp. Od 3 maja prowadzono próby drogowe trzech prototypów na Krymie, porównując je z samochodami zagranicznymi, po czym 10 czerwca dostarczono je do Moskwy. Samochód został uznany za udany, lecz silnik wymagał dalszego dopracowania. Prototypy miały atrapę chłodnicy tłoczoną z blachy, z dużymi pionowymi podłużnymi otworami, podobną do zastosowanej później w drugiej serii Wołgi (M-21I), lecz z różnymi liczbami otworów (odpowiednio: 10, 12, 16). Taka stylistyka przedniego pasa nie znalazła jednak uznania przewodniczącego komisji państwowej akceptującej nowe samochody – ministra obrony marszałka Żukowa, który nakazał jej przeprojektowanie, nie wskazując jednakże konkretnych wzorców. Po zmianie stylistyki – zastosowaniu grubych poziomych żeber, podobnych do ówczesnej amerykańskiej mody samochodowej, ale z medalionem z pięcioramienną gwiazdą pośrodku, wiążącą się z symboliką ZSRR, samochód został w lipcu 1955 roku zaakceptowany przez władze do produkcji.
Uruchomienie produkcji Wołgi zajęło jednak więcej czasu niż planowano, gdyż nowy silnik i tylny most nie były jeszcze gotowe do produkcji, oraz nie wytwarzano jeszcze w ZSRR specjalnego oleju do przekładni automatycznej. Do lata 1956 roku wyprodukowano tylko dwa egzemplarze przedseryjne. W celu wypełnienia planu opracowano więc uproszczoną pod względem mechanicznym wersję przejściową z podzespołami Pobiedy (M-21G) i 10 października 1956 z taśmy zjechały pierwsze trzy egzemplarze seryjne tego modelu (istotne propagandowo było uruchomienie produkcji przed 40. rocznicą rewolucji październikowej). Produkcja ruszyła jednak faktycznie dopiero od stycznia kolejnego roku, a samochód trafił do sprzedaży od 1 marca 1957.
Do 1970 roku zbudowano ogółem 639 478 Wołg pierwszego modelu (wraz z wersją kombi). Wyróżnia się trzy główne serie produkcyjne samochodu, różniące się przede wszystkim stylistyką przedniego pasa nadwozia.
M-21 Wołga posiadała stalowe nadwozie typu czterodrzwiowy sedan, o konstrukcji samonośnej z ramą pomocniczą pod silnikiem. Silnik umieszczony podłużnie z przodu napędzał koła tylne za pomocą dwuczęściowego wału i hipoidalnego mostu napędowego (z wyjątkiem modeli przejściowych B i G z prostym mostem). Napęd stanowił silnik GAZ-21A (później ZMZ-21A) – gaźnikowy, 4-suwowy, 4-cylindrowy rzędowy, chłodzony cieczą, o pojemności 2445 cm³ oraz o mocy od 70 do 85 KM w różnych modelach (z wyjątkiem modeli B i G, napędzanych starszym silnikiem M-20). Napęd przekazywany był poprzez 3-biegową ręczną skrzynię biegów z dźwignią przy kierownicy lub skrzynię automatyczną (nieliczne samochody wersji M-21). Zawieszenie kół przednich było niezależne, na poprzecznych wahaczach i sprężynach śrubowych, zawieszenie tylne było zależne, na półeliptycznych resorach piórowych. Z przodu i tyłu były hydrauliczne amortyzatory podwójnego działania (początkowo ramieniowe, od 1962 – teleskopowe). Z tyłu nadwozia był bagażnik, w którym po prawej stronie przewożono stojące koło zapasowe.

### Pierwsza seria (1956-1958)

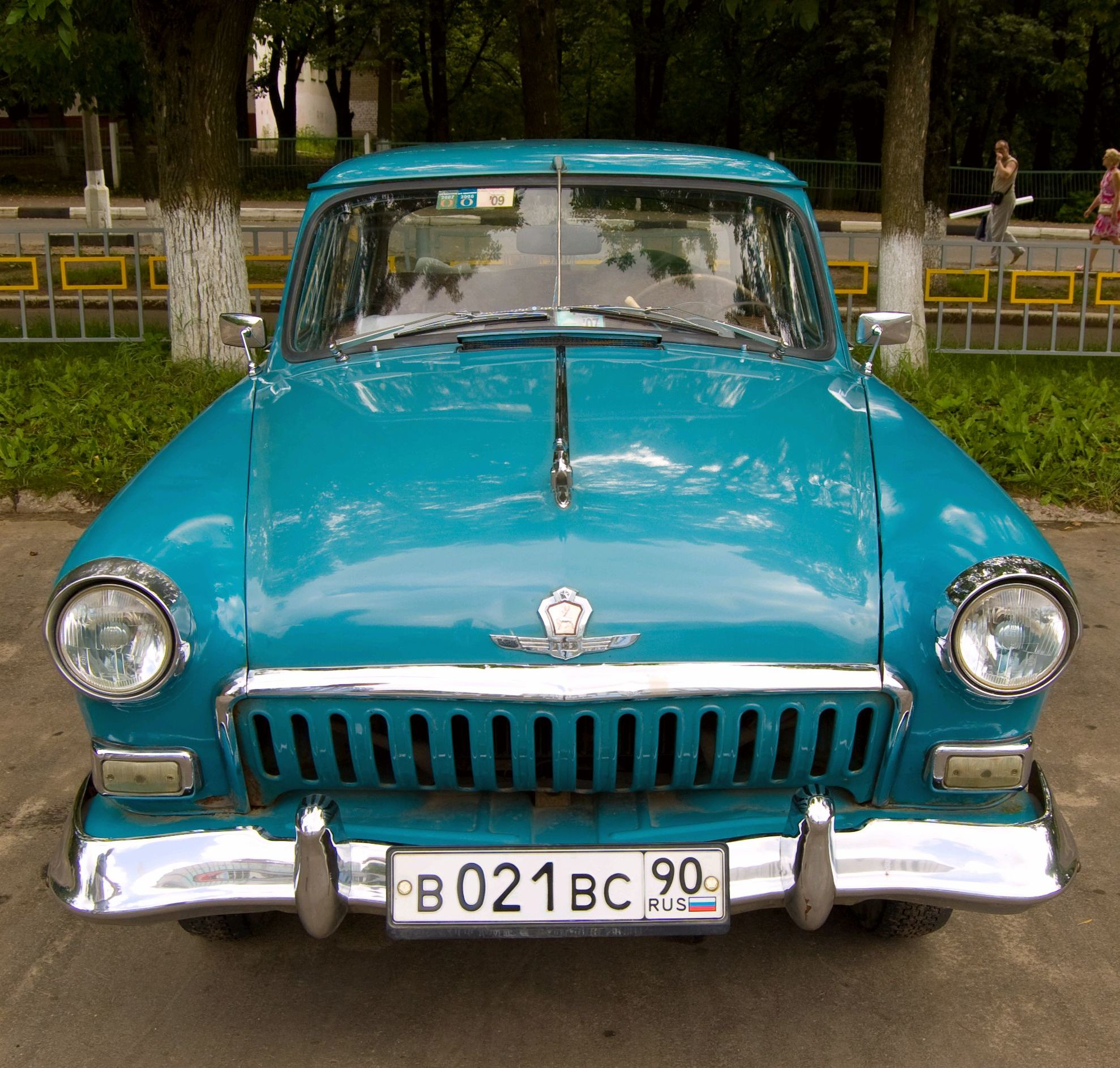
M-21 Wołga drugiej serii od przodu

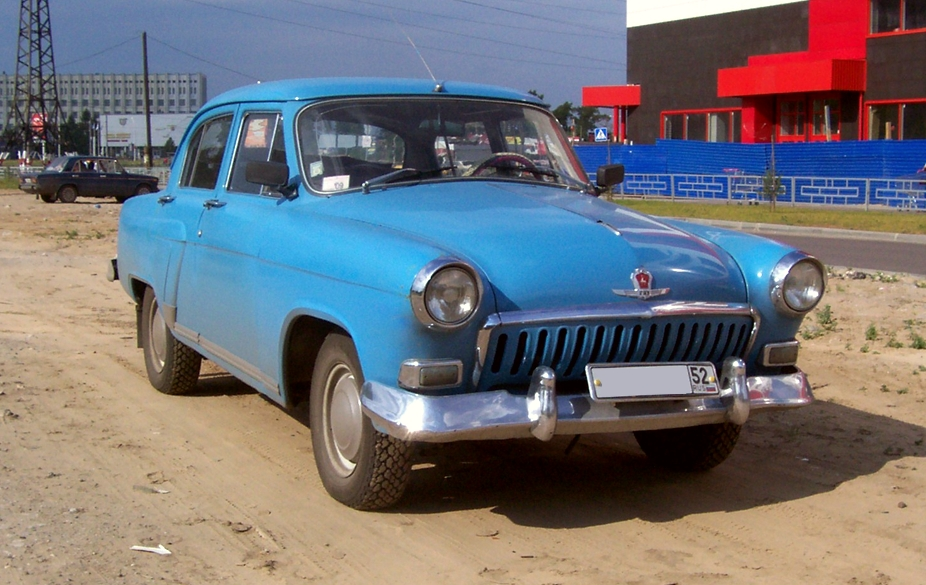
M-21 Wołga drugiej serii

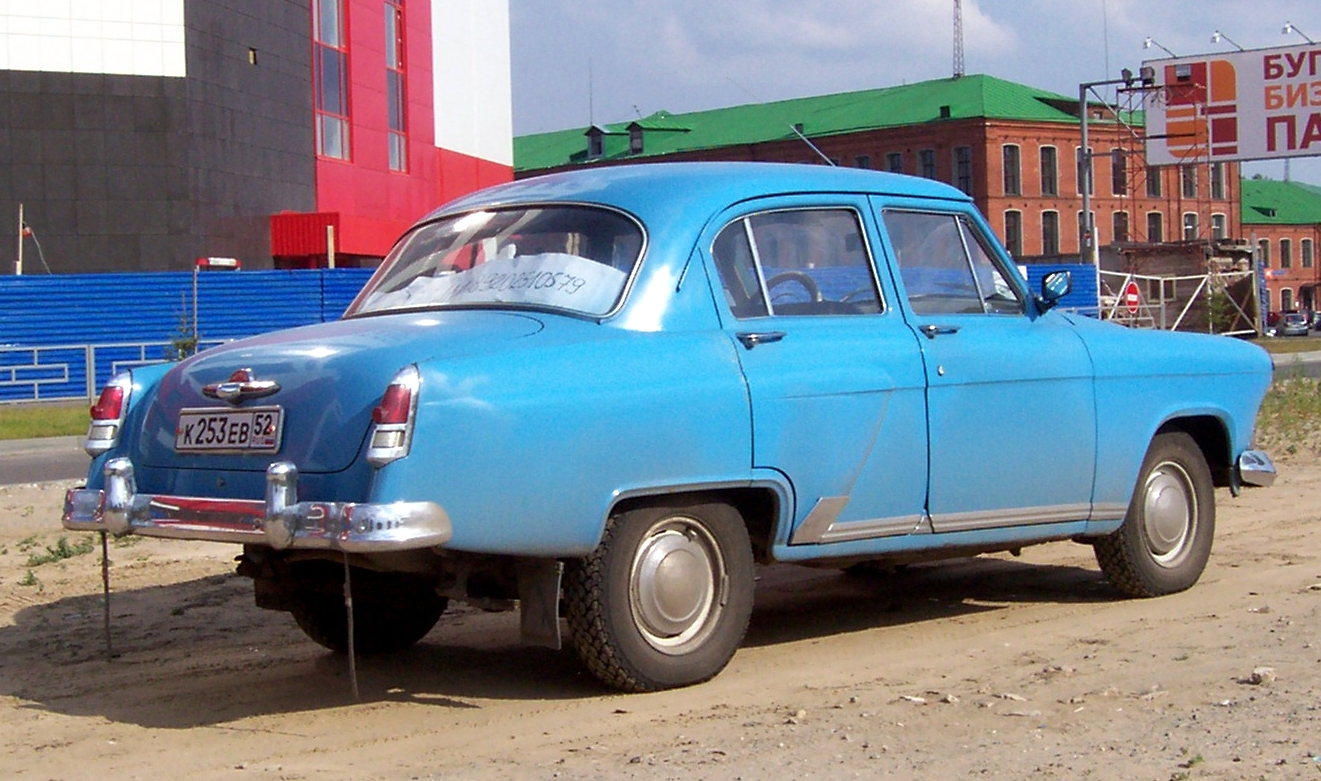
Wołga drugiej serii od tyłu

Pierwsza seria Wołgi M-21 odróżniała się zewnętrznie od prototypów i późniejszych serii dwoma chromowanymi poziomymi żebrami na atrapie chłodnicy, o różnej grubości, w chromowanej ramce. Elementem wyróżniającym jej stylizację był chromowany medalion z wypukłą pięcioramienną gwiazdą pośrodku atrapy. Elementy te, oraz często stosowane do początku lat 60. dwukolorowe malowanie, podkreślały dynamiczną stylistykę nadwozia. Na masce umieszczono metalową figurkę skaczącego jelenia – symbolu miasta Gorki. Wizerunek jelenia był także na plakietce firmowej GAZ z przodu maski i na kierownicy. W skład wyposażenia standardowego Wołgi wchodził radioodbiornik Zakładów Muromskich na fale długie i średnie, zegar na desce rozdzielczej po stronie pasażera oraz elektryczna zapalniczka. Nietypowym rozwiązaniem, stosowanym we wszystkich modelach rodziny GAZ-21, był prędkościomierz wystający ponad deskę rozdzielczą, z półkolistą przezroczystą skalą (wzorowany na wskaźnikach Astra-Dial z modeli Forda z 1954 roku). Na uboższych wersjach taksówek figurkę jelenia na masce zastępowano przez kroplową metalową ozdobę. Zapewniała ona przy tym większe bezpieczeństwo dla pieszych i jest widywana na samochodach w miejscu oryginalnego jelenia (montowanego z kolei niefabrycznie na samochodach trzeciej serii przez część kolekcjonerów).
Bazowym modelem miał być M-21 (bez oznaczenia literowego), wyposażony w nowy silnik górnozaworowy o pojemności 2445 cm³ i mocy maksymalnej 70 KM oraz automatyczną transmisję hydromechaniczną, z trzystopniową przekładnią planetarną. Prędkość maksymalna tej wersji wynosiła 125 km/h. Towarzyszyła jej nieliczna wersja eksportowa M-21Je (ros. М-21Е) z silnikiem wzmocnionym do 80 KM. Samochodów z automatyczną przekładnią wyprodukowano jednak niewiele – około 700, a ich użytkownicy borykali się z problemami z serwisowaniem przekładni i zaopatrzeniem w olej do nich (samochody te można było serwisować tylko w Moskwie, Leningradzie i Gorkim). Część z nich była później przerabiana z zastosowaniem mechanicznych skrzyń biegów. Drugim nowoczesnym rozwiązaniem technicznym samochodów Wołga, które się nie sprawdziło w praktyce, był centralny układ smarowania przedniego zawieszenia i mechanizmu kierowniczego po naciśnięciu pedału, stosowany do 1961 roku (samochody brudziły smarem ulice, ponadto często obrywały się przewody).
Pierwsze produkowane Wołgi należały do przejściowych wersji M-21B i G, wyposażonych w ulepszone podzespoły mechaniczne Pobiedy. Miały one silnik dolnozaworowy o pojemności zwiększonej z 2112 do 2432 cm³ i mocy z 52 do 65 KM (drogą zwiększenia średnicy cylindrów), mechaniczną trzystopniową skrzynię biegów i stary tylny most. Prędkość maksymalna wynosiła 120 km/h. Wersja M-21G (М-21Г) była przeznaczona na ogólny rynek i produkowano ją do lipca 1957 roku (ok. 1100 sztuk), natomiast M-21B (М-21Б) była przewidziana specjalnie do zastosowania jako taksówka i produkowano ją, z racji prostszej konstrukcji, wystarczającej do tego celu, jeszcze do końca 1958 roku.
Od czerwca 1957 roku podstawowym modelem produkcyjnym stał się M-21W, z nowym górnozaworowym silnikiem i hipoidalnym tylnym mostem (adaptowanym z GAZ-12 ZIM), lecz z mechaniczną skrzynią biegów. Powstawała także taksówka M-21A oraz wersja przeznaczona głównie na eksport M-21D z silnikiem wzmocnionym do 80 KM (o większym stopniu sprężania). Prędkość maksymalna dla podstawowej wersji wynosiła 130 km/h. Warto zauważyć, że w kolejności według alfabetu rosyjskiego (A, B, W, G, D, Je), pierwsze występowały wersje taksówek, co było znamienne dla przewidywanego zastosowania samochodu.  Łącznie do listopada 1958 zbudowano ok. 32 000 samochodów pierwszej serii, z gwiazdą. Od listopada 1958 roku stopniowo wprowadzano w produkcji na modelach przejściowych zmiany stylistyczne zapowiadające drugą serię Wołgi: przede wszystkim chromowane belki i gwiazdę zastępowała tłoczona maskownica z pionowymi otworami.

### Druga seria (1959-1962)

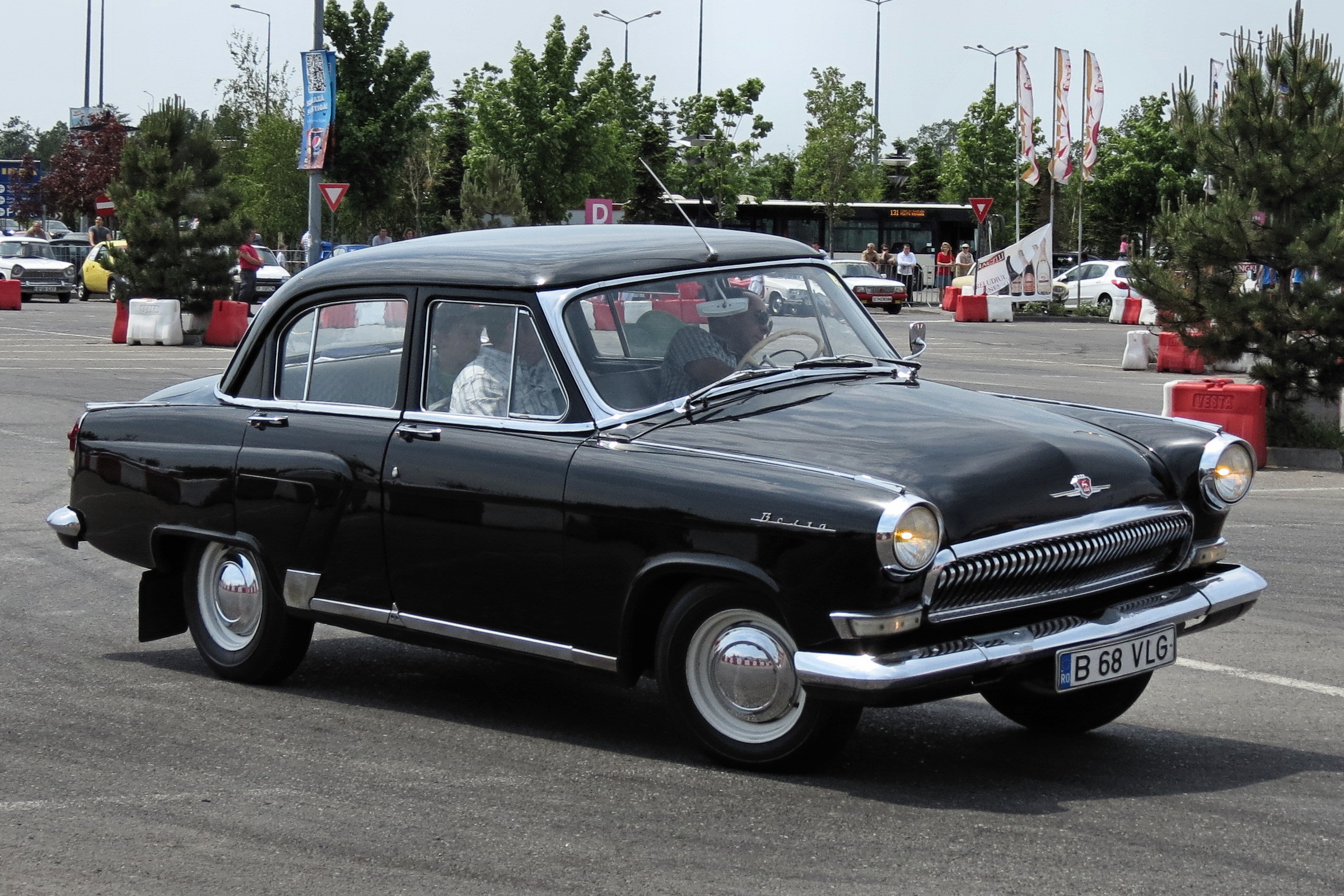
Wołga trzeciej serii

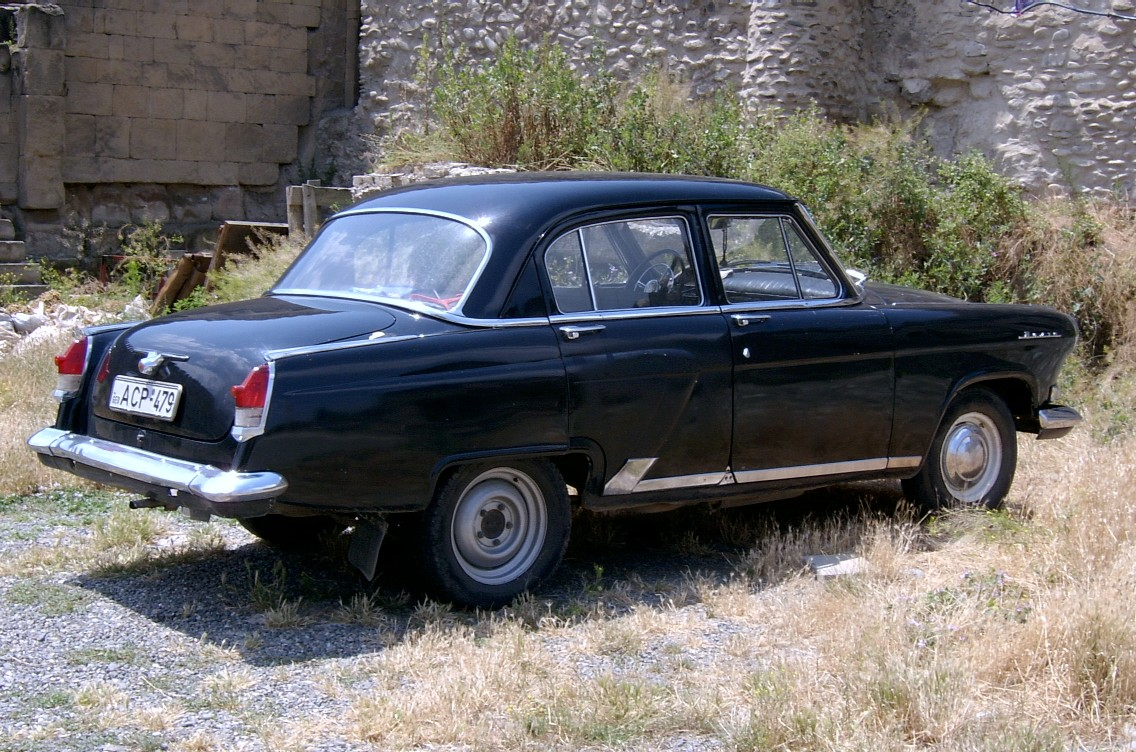
Wołga trzeciej serii od tyłu

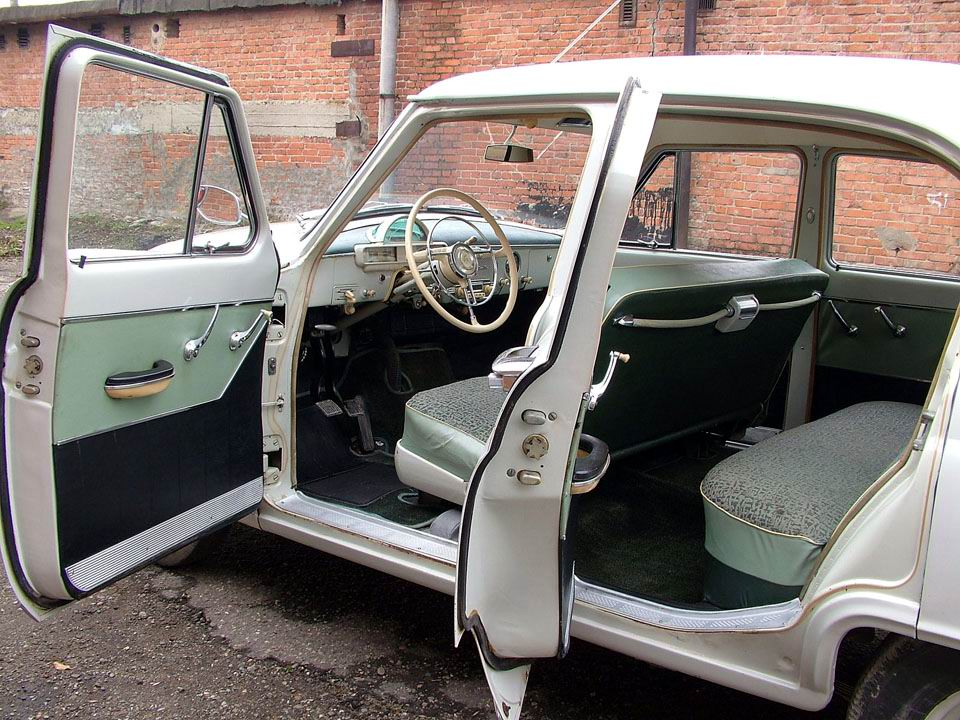
Wnętrze Wołgi trzeciej serii

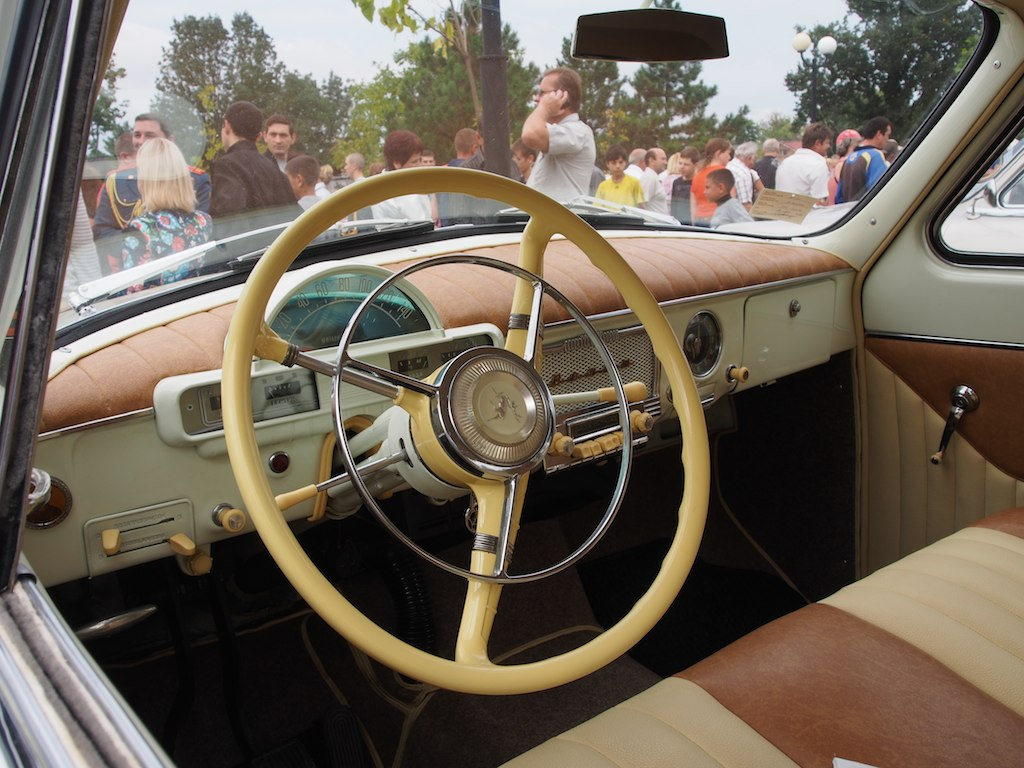
Deska rozdzielcza Wołgi trzeciej serii

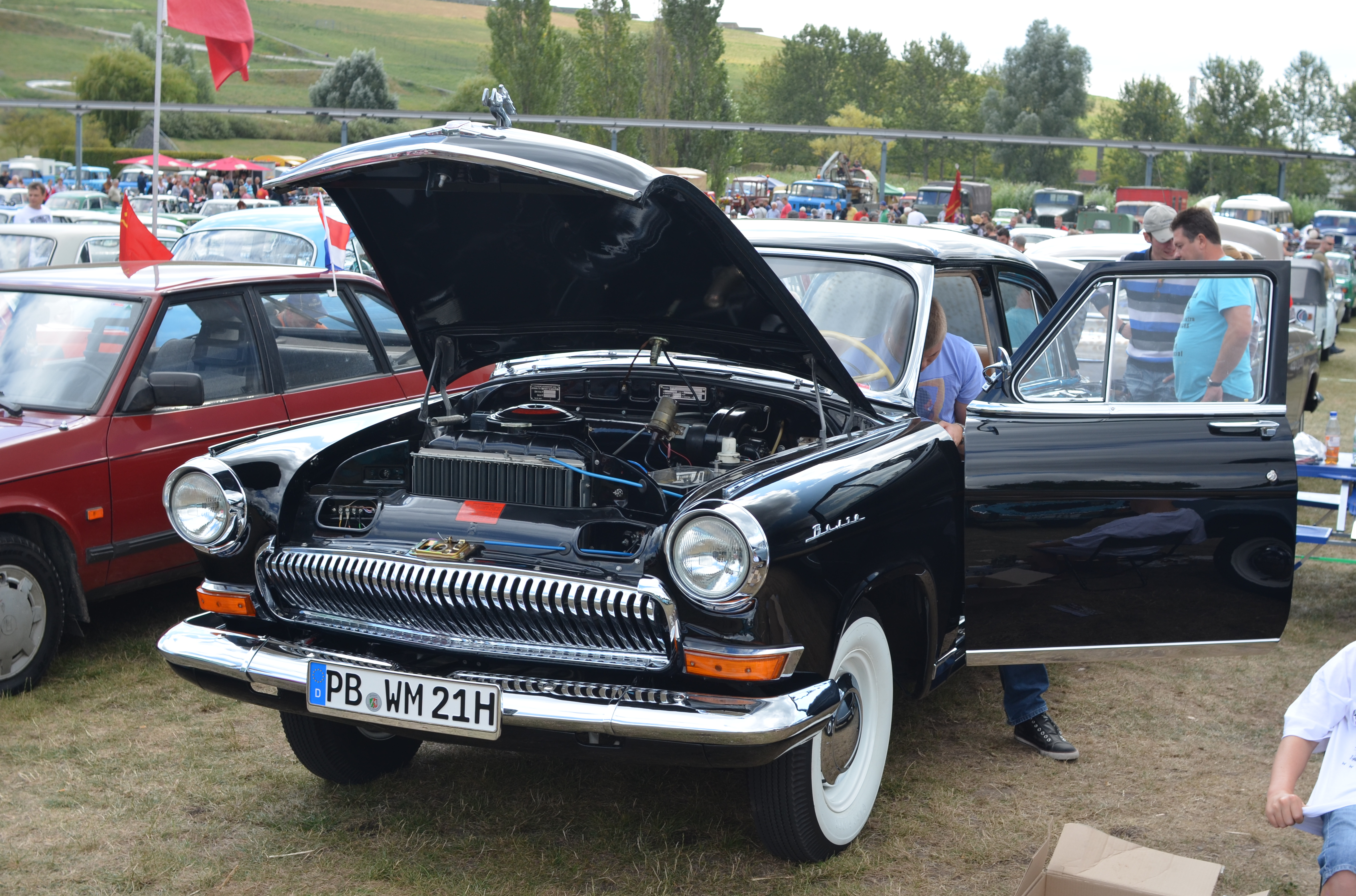
Wołga trzeciej serii z podniesioną maską

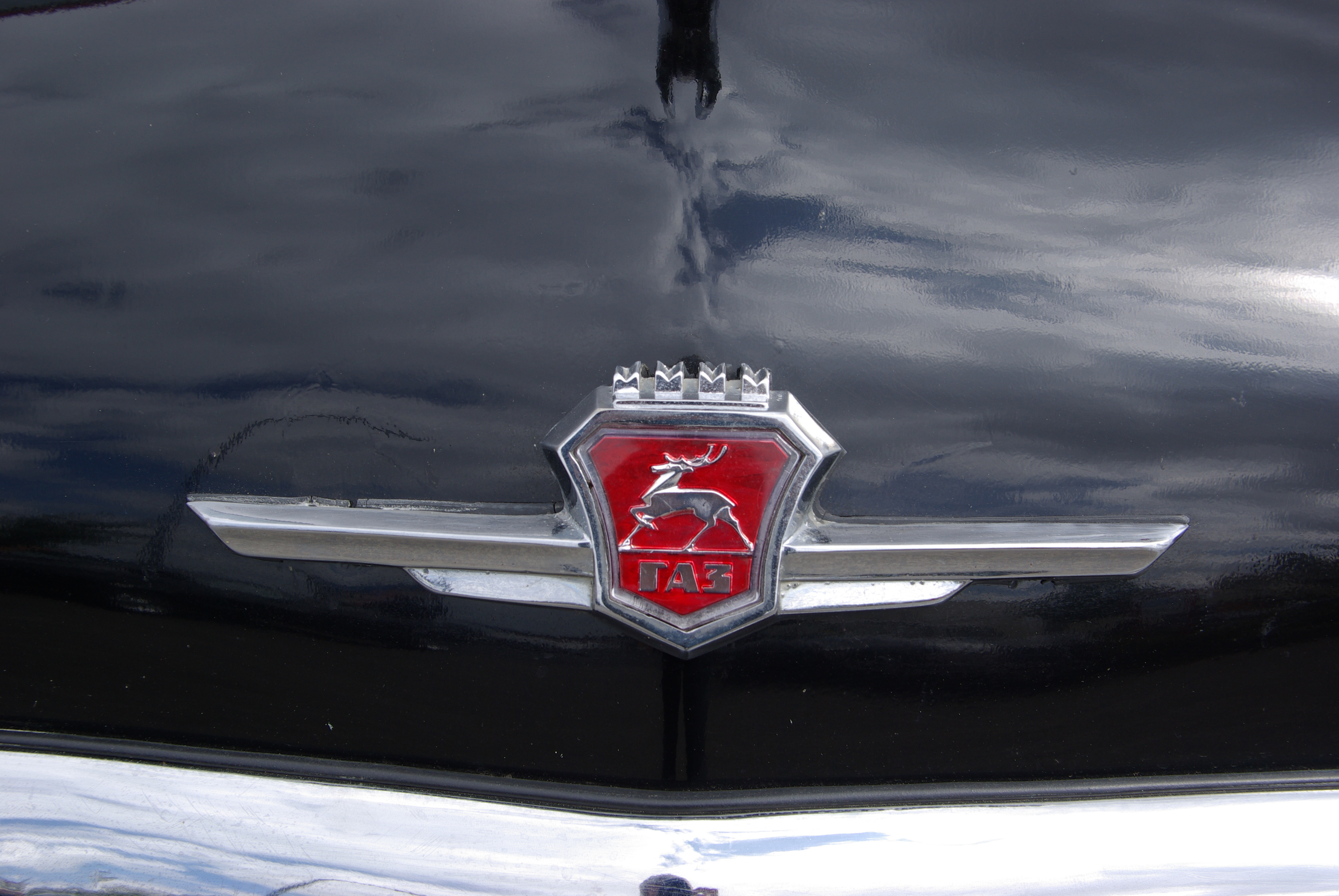
Plakietka GAZ na masce trzeciej serii

W kwietniu 1958 roku na Wystawie Światowej w Brukseli zaprezentowano nową stylizację samochodu. Wołgi drugiej serii były produkowane od 1959 roku i różniły się od poprzedniego modelu przede wszystkim stylizacją. Atrapę chłodnicy stanowiła prostsza w produkcji tłoczona blaszana maskownica z 16 pionowymi podłużnymi otworami z zaokrąglonymi końcami, analogiczna do zastosowanej pierwotnie na prototypach, lakierowana na kolor nadwozia lub chromowana w bogatszych wersjach. Powodem zmiany była chęć zwiększenia szans eksportowych samochodu na rynkach zachodnich, gdyż pierwszy model Wołgi nie cieszył się tam powodzeniem, częściowo zapewne z powodu radzieckiej symboliki – gwiazdy, kojarzonej z komunizmem i Armią Czerwoną (która niedługo wcześniej zdławiła powstanie w Budapeszcie). Przy tym grube żebra nie odpowiadały już  ówczesnej modzie. Zmieniła się przez to także forma świateł pozycyjnych pod reflektorami (stanowiących zarazem kierunkowskazy) oraz przedniego zderzaka, w dalszym ciągu wyposażonego w kły. Zachowano natomiast figurkę jelenia z przodu maski. Na tylnych lampach dodano wystające światła odblaskowe. Zmiany wprowadzano stopniowo od listopada 1958, a dopiero od wiosny 1959 roku produkowano samochody z kompletem zmian i oznaczeniem nowego modelu. Ostateczny model otrzymał także spryskiwacze przedniej szyby, uruchamiane nożną pompką. Blaszana deska przyrządów została natomiast od góry pokryta sztuczną skórą, co zmniejszyło odblaski. Głośnik radia przeniesiono przy tym z górnej powierzchni deski na jej front, nad radiem. Zmieniły się też inne detale, jak tylny plafon oświetlenia tablicy z uchwytem otwierania bagażnika (w nieznacznym stopniu), ponadto na oparciu przedniej kanapy dodano popielniczkę i uchwyty dla pasażerów z tyłu. Niewygodnie umieszczony po prawej stronie pod deską rozdzielczą uchwyt otwierania maski został przeniesiony na lewą stronę, blisko kierowcy. Lepiej wykończone wersje eksportowe otrzymywały chromowaną obsadę przedniej i tylnej szyby. Z wprowadzanych później ulepszeń mechanicznych, w 1960 Wołga otrzymała nowszy gaźnik K-105.
Podstawowym modelem produkcyjnym był M-21I, wyposażony w silnik i podzespoły jak M-21W. Oprócz tego produkowano model eksportowy z 80-konnym silnikiem M-21K oraz taksówkę z uboższym wyposażeniem wnętrza, pod dotychczasowym oznaczeniem M-21A. Od marca 1959 roku GAZ zaprzestał produkować silniki dla Wołgi, których dostawcą stał się Zawołżański Zakład Silnikowy (ZMZ), lecz wiązało się to z pogorszeniem ich jakości. Łącznie zbudowano do 1962 roku ok. 140 000 samochodów drugiej serii.

### Trzecia seria (1962-1970)
Na początku lat 60. prowadzono już prace nad całkowicie nowym modelem GAZ-24 Wołga, lecz jako rozwiązanie przejściowe, dla podtrzymania zmniejszającego się eksportu do krajów zachodnich, rozpoczęto w kwietniu 1962 roku produkcję przestylizowanego modelu dotychczasowej Wołgi M-21. Równocześnie do sedana dołączyła wersja kombi – GAZ M-22, także opracowana przede wszystkim z myślą o eksporcie na rynki zachodnie. Trzecia seria stała się najliczniejszą wersją pierwszego modelu Wołgi, wyprodukowaną w ilości ponad dwukrotnie większej, niż poprzednie – 468 036 (łącznie z GAZ-22). Podstawowa wersja sedana otrzymała oznaczenie GAZ-M21Ł, a po niewielkiej modernizacji w 1965 roku – GAZ-21R (dopiero od 1962 roku w nazwie samochodu M-21 oficjalnie pojawił się skrót nazwy zakładów, a od 1965 roku zrezygnowano w ogóle z litery "M", oznaczającej "Mołotowiec" – fabryka GAZ nosiła do 1957 roku imię Mołotowa). Wersje z nieco mocniejszym silnikiem, lepiej wykończone, przeznaczone głównie na eksport, nosiły oznaczenie GAZ-M21M, a później GAZ-22S.
Unowocześnioną stylistykę opracowano pod kierownictwem projektanta nadwozia Lwa Jeremiejewa. Przede wszystkim samochód otrzymał nową atrapę chłodnicy, z 37 wąskich chromowanych pionowych pasków, wygiętych na zewnątrz, w chromowanej ramie. Usunięto figurkę skaczącego jelenia i chromowany wzdłużny pasek pośrodku maski, zmieniono też formę plakietki firmowej na masce. Zmodyfikowano przednie światła pozycyjne z kierunkowskazami, zachodzące teraz na boki nadwozia, oraz tylne lampy zespolone, w których zwiększono powierzchnię przeszkloną kosztem chromowanych opraw. Na bokach przednich błotników pojawiły się stylizowane metalowe napisy: Волга (Wołga). Uproszczono formę zderzaków, pozbawiając je przy tym kłów. Uchwyt do otwierania bagażnika wraz z lampką podświetlania tablicy rejestracyjnej otrzymał formę stylizowanej mewy, będącej także symbolem miasta Gorki. Wersje z luksusowym wykończeniem otrzymały wystające chromowane paski na górnej krawędzi przednich i tylnych błotników. Użyto chromowanych ozdób na dolnej krawędzi drzwi w miejsce aluminiowych. Ulepszeniom podlegało też wnętrze, wprowadzono wygodniejszą przednią kanapę, z lepszym mechanizmem rozkładania, oraz zastosowano syntetyczne materiały obiciowe. Deska przyrządów nie zmieniła się w znaczącym stopniu, lecz bardziej ergonomiczna stała się wyciągana dźwignia hamulca ręcznego pod deską przyrządów. Dalsze drobne zmiany wprowadzono w 1965 roku w modelu GAZ-21R, dotyczące m.in. dłuższych piór wycieraczek, ozdób na drzwiach, wzmocnionych podłużnic oraz ulepszonego systemu ogrzewania.
Oprócz zmian stylistycznych model z 1962 roku otrzymał silniki o mocy podniesionej o 5 KM dzięki przekonstruowaniu tłoków i zwiększeniu stopnia sprężania z 6,6 do 6,7 (bazowy silnik o mocy 75 KM) oraz z 7,15 do 7,65 (eksportowy silnik o mocy 85 KM). Nieco zwiększyło to dynamikę samochodu, który rozpędzał się do 100 km/h szybciej o 2-3 sekundy, a eksportowa wersja osiągała 135 km/h. Wprowadzono też inne drobne ulepszenia, przede wszystkim zastosowano hydrauliczne amortyzatory teleskopowe w zawieszeniu zamiast dźwigniowych. W 1965 wprowadzono dalsze drobne ulepszenia, m.in. zastosowano nowy gaźnik K-124.
Ostatni egzemplarz trzeciej generacji Wołgi wyprodukowano 15 lipca 1970 (w wersji GAZ-21US).

### Volga-Scaldia
Oprócz eksportu gotowych samochodów na Zachód od 1960 roku Wołgi były montowane z części przez belgijskiego importera, firmę Scaldia. Przy tym montowane były w nich silniki Diesla Perkins (1,6 l, 45 KM), od 1963 Rover (2,3 l, 62 KM) i od 1964 Indenor-Peugeot (1,9 l, 58 KM). Ogółem do 1967 roku zmontowano 167 samochodów Volga-Scaldia. Scaldia zleciła także odświeżenie stylistyki samochodu włoskiej firmie projektowej Ghia i w efekcie powstała niewielka liczba egzemplarzy z nową stylizacją przedniej części.

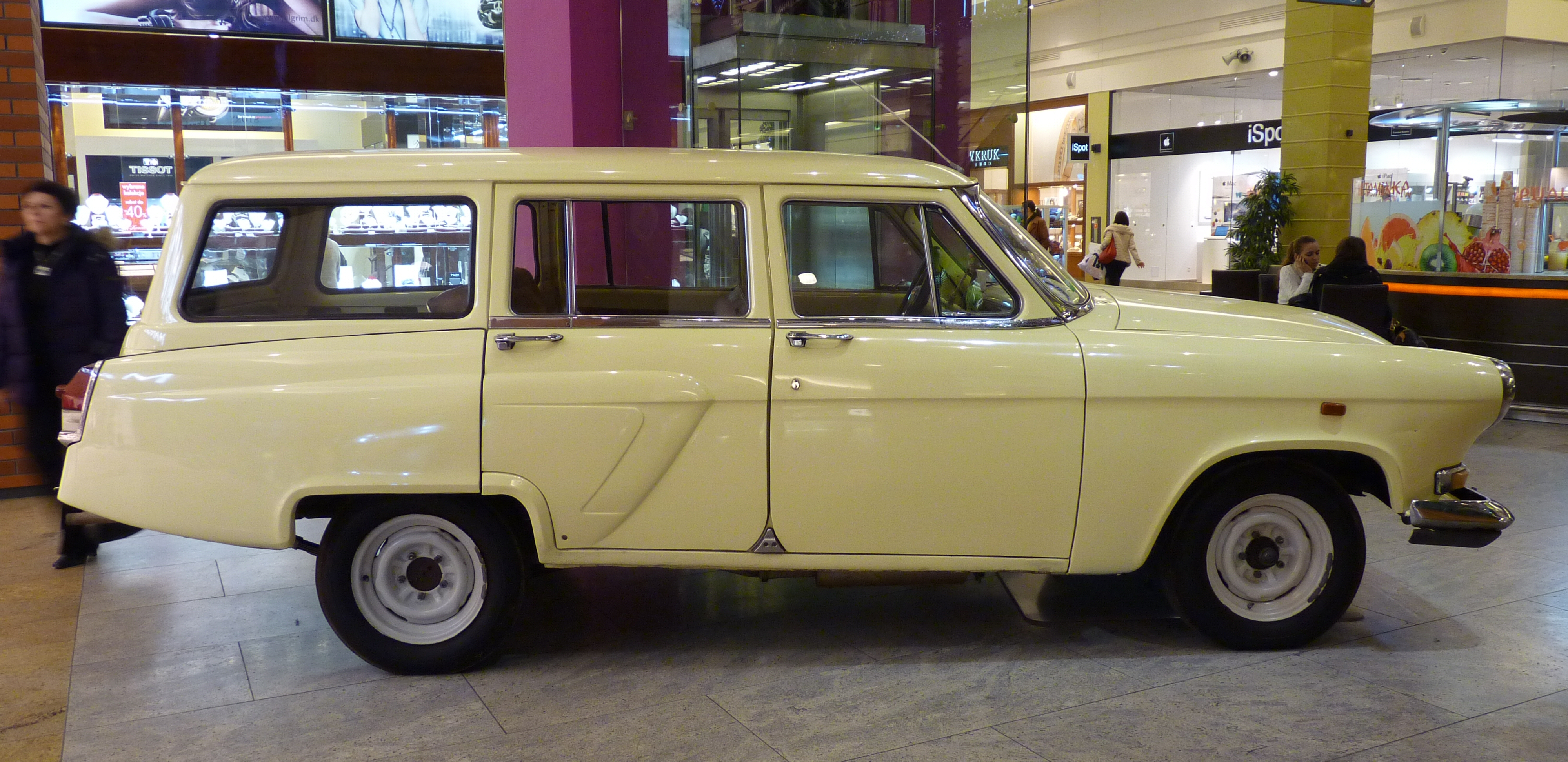
GAZ-22

### GAZ-22
Odmiana pięciodrzwiowego kombi na bazie Wołgi nosiła osobne oznaczenie GAZ-22, początkowo M-22. Produkcję seryjną rozpoczęto w 1962. Model produkcyjny odpowiadał stylizacją przedniej części produkowanej równolegle trzeciej serii Wołgi. Klapa tylna była dwudzielna, otwierana na dół i do góry. Stosowano w nich takie same silniki, jak w sedanach, o mocy 75 KM, a na eksport 80 KM i 85 KM. Produkowano też wersje karetki pogotowia M-22B i M-22D. Zbudowano także prototyp furgonu M-22A, lecz nie był on produkowany. Samochody M-22 nie były w ZSRR sprzedawane na rynek prywatny.

### GAZ-23
GAZ-23 był specjalną wersją, opracowaną dla potrzeb KGB, wyposażoną w silnik w układzie V8 z samochodu GAZ-13 Czajka o mocy 195 KM. Samochód rozwijał prędkość 170 km/h i rozpędzał się do 100 km/h w czasie 17 sekund. Układ przeniesienia napędu z automatyczną skrzynią biegów przejęto także od Czajki. Dla zapewnienia skrytości działań, samochód nie odróżniał się z zewnątrz od Wołgi M-21.
Około 10 samochodów GAZ-23 wyprodukowano do kwietnia 1962 z nadwoziem Wołgi drugiej serii, a następnie produkowano je do 1970 z nadwoziem trzeciej serii. Łącznie powstały 603 egzemplarze.

## Sprzedaż i eksploatacja
M-21 Wołga była jedynym samochodem średniej klasy produkowanym w tamtym czasie w ZSRR, plasującym się pomiędzy popularnymi modelami Moskwicza, a luksusowymi limuzynami służbowymi GAZ-13 Czajka, nieoferowanymi na rynku prywatnym. Posiadanie Wołgi było szczytem ambicji zwykłych obywateli, a z racji komfortu, pojemności i rozkładanych siedzeń, samochód ten szczególnie dobrze nadawał się do turystyki zmotoryzowanej, która stała się popularna w ZSRR w tym okresie. Oprócz użytkowników prywatnych Wołgi były powszechnie spotykane jako samochody służbowe w instytucjach państwowych i organizacjach partii komunistycznej, używane przez funkcjonariuszy niższego i średniego szczebla – typowo w kolorze czarnym. Znaczącym użytkownikiem były resorty siłowe – milicja (oznakowane i nieoznakowane radiowozy, także silniejszych wersji S), państwowa inspekcja drogowa GAI, KGB (także w specjalnej wersji GAZ-23).

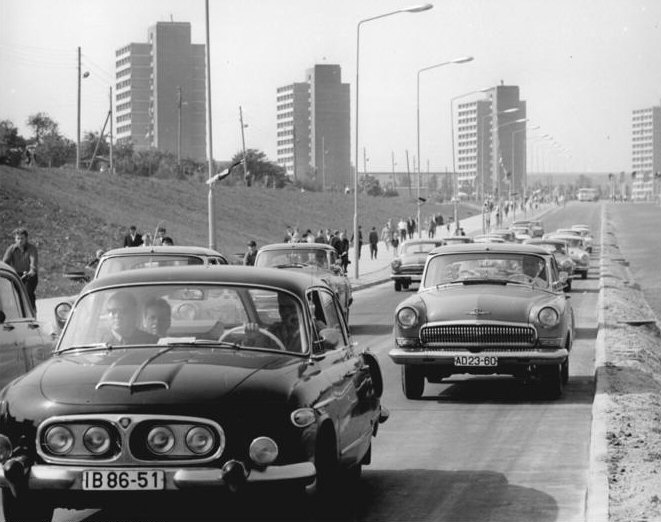
Otwarcie nowej drogi w NRD w 1969 r. – Tatra 603 i kolumna Wołg.

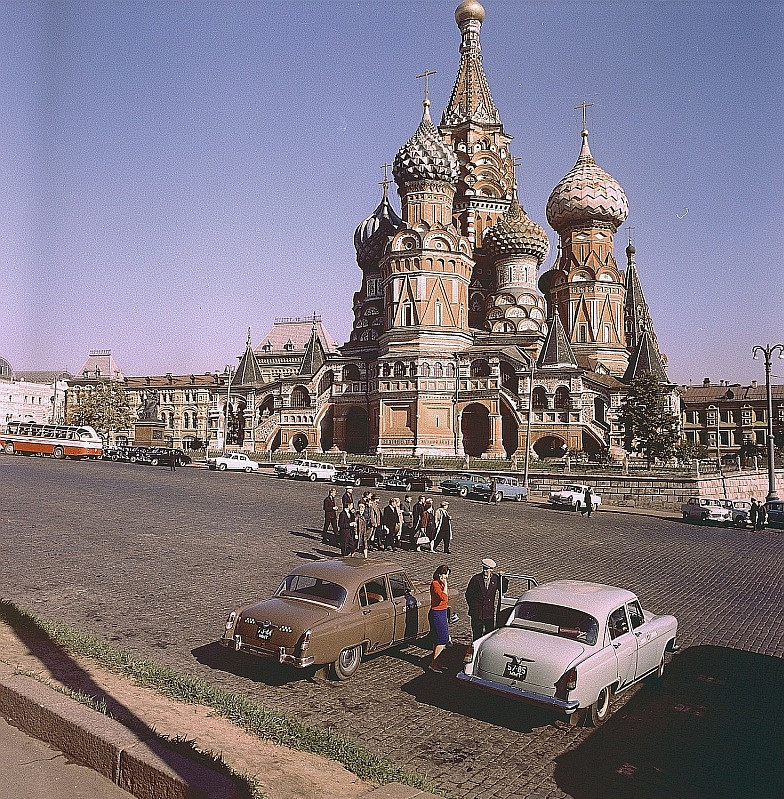
Plac Czerwony w Moskwie w 1965 – na pierwszym planie dwie taksówki Wołga trzeciej serii

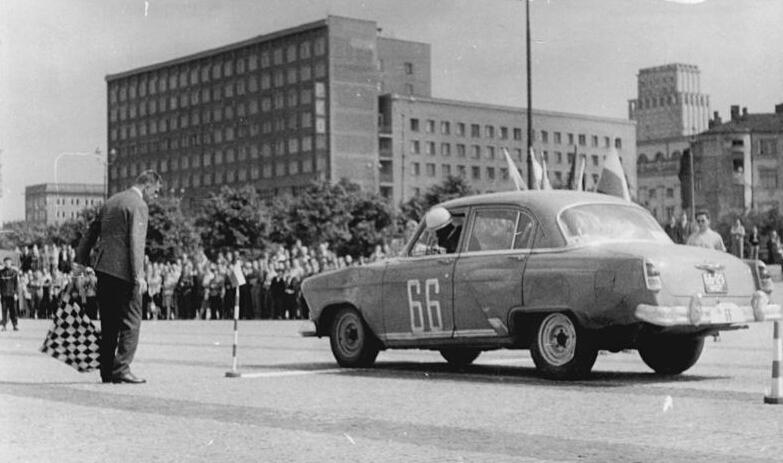
Rajdowa Wołga w 1962

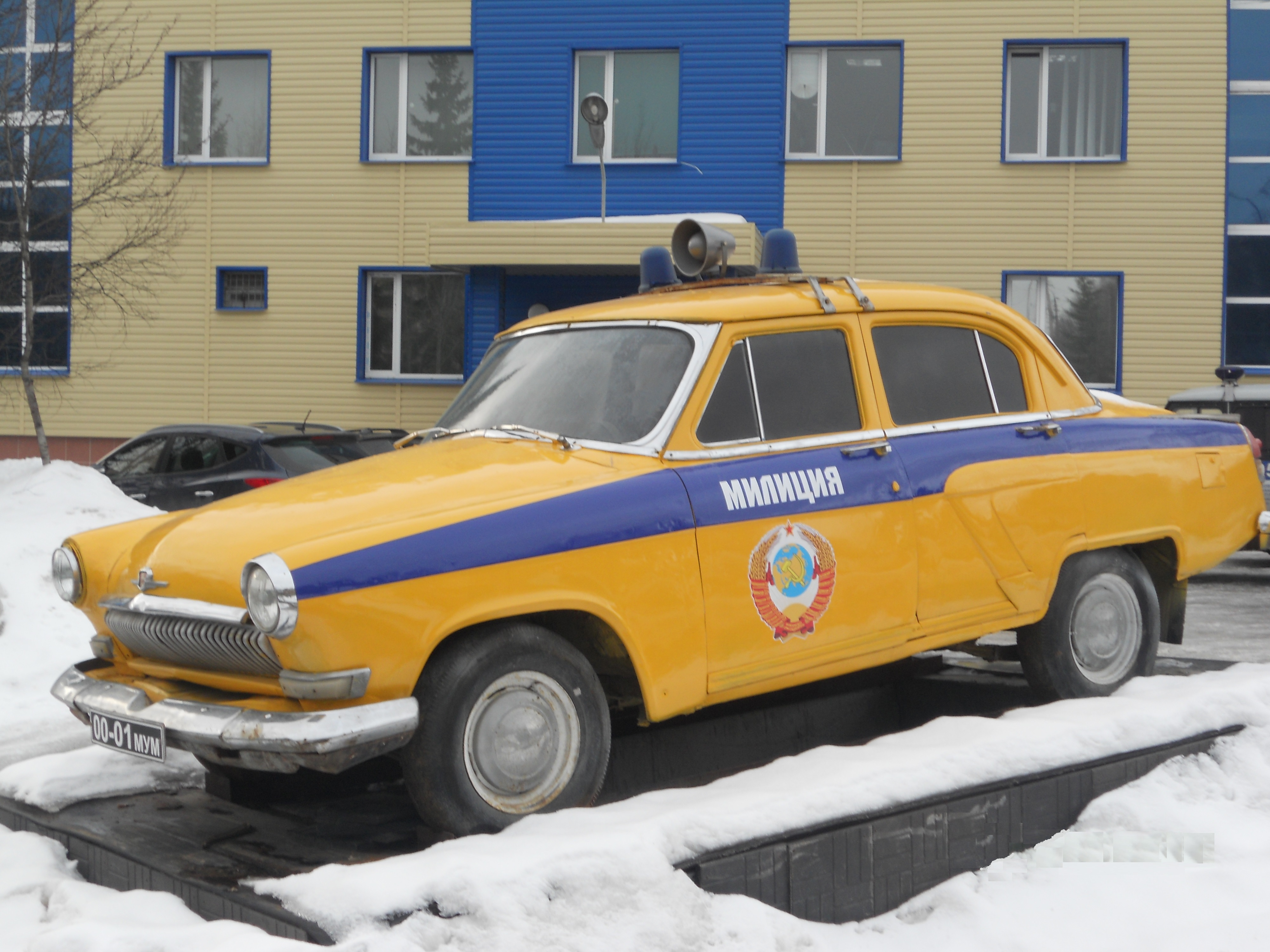
Wołga na pomniku w barwach radzieckiej milicji

Wołgi w sprzedaży były dostępne od 1 marca 1957 roku, a cena samochodu wynosiła początkowo 17 400 rubli. Mimo wysokiej ceny popyt na nie przewyższał produkcję i podobnie jak na inne radzieckie samochody, na zakup Wołgi zwykli obywatele musieli oczekiwać nawet lata w kolejkach. Przydziały na zakup samochodu poza kolejkami były rozdzielane przez zakłady pracy i organizacje społeczne. Mogli je otrzymywać np. przodujący pracownicy kołchozów. Wołgi z racji swojego statusu bywały przydzielane także zasłużonym robotnikom lub działaczom komunistycznym, posiadaczom orderów, artystom, sportowcom itp. Wskutek tych trudności cena samochodów używanych na rynku wtórnym przewyższała oficjalną cenę samochodów nowych. Po reformie walutowej z 1961 roku oficjalna cena podstawowych wersji Ł i R w latach 60. wynosiła ok. 5500 rubli, lepiej wykończonej wersji S – ok. 6500 rubli. 
Zwykłe wersje mogły być eksploatowane na najpowszechniejszej benzynie 72-oktanowej, a nawet 66-oktanowej, natomiast wersje eksportowe ze zwiększonym stopniem sprężania wymagały benzyny 76-oktanowej, dostępnej jedynie w dużych miastach ZSRR.
Samochody M-21 Wołga były powszechnie eksportowane do krajów socjalistycznych, w tym do Polski, gdzie były używane zarówno jako samochody prywatne, jak i służbowe w instytucjach państwowych. Często używały je służby ochrony porządku publicznego, w tym służby specjalne. W Polsce, oprócz samochodów nieoznakowanych używanych przez MO i SB, służyły także jako oznakowane radiowozy milicyjne. Część eksportowano także na rynek prywatny do krajów zachodnich, co było szczególnie istotne dla gospodarki radzieckiej, starającej się uzyskiwać waluty wymienialne. Z uwagi na solidną konstrukcję, stosunkową popularnością cieszyły się w krajach o gorszych drogach, jak Grecja, Finlandia i Norwegia, gdzie sprzedano największe ilości. Eksportowano je też m.in. do Austrii, Holandii, Belgii. Specjalnie dla krajów o ruchu lewostronnym, jak Wielka Brytania, Szwecja, Cypr, Indie i Indonezja, opracowano wersje eksportowe M-21P i GAZ-21N oraz ich odmiany (sprzedawano tam też wcześniej samochody z kierownicą po lewej stronie). Oprócz umieszczenia kierownicy po prawej stronie różniły się one umieszczeniem dźwigni zmiany biegów; w podłodze zamiast na kierownicy. Wariant ten zaprezentowano na salonie w Londynie w 1961 roku. Wyprodukowano jednak takich samochodów niewiele – nieco ponad 100. Z tego jedynie 15 sprzedano do Wielkiej Brytanii, a większość pozostałych do Indonezji. Produkowano też wersje eksportowe dla krajów południowych o gorącym klimacie, oznaczane dodatkiem "Ju" (Ю, od jużnyj – południowy) – miały one jedynie niewielkie zmiany, jak wydajniejszą chłodnicę, inne ustawienia termostatu, tapicerkę w jasnych kolorach.
Według testu brytyjskiego czasopisma The Motor z 1962 Wołga została oceniona jako „staromodny pod wieloma względami” i „nieekscytujący”, lecz duży, wytrzymały, „ekstremalnie wygodny”, oferujący dużo miejsca i cichy przy średnich prędkościach samochód, przypominający z wyglądu poprzednią generację samochodów amerykańskich. Wśród wad wymieniono duże zużycie paliwa i ograniczone przyspieszenie. Podkreślono też bogate wyposażenie standardowe. Cena modelu M-21K na brytyjskim rynku wynosiła poniżej 920 funtów szterlingów, a z kierownicą po prawej stronie – niecałe 1081 funtów.
Charakterystyczna dla radzieckiego przemysłu samochodowego była produkcja samochodów osobowych fabrycznie przystosowanych do użytku jako taksówka, używanych przez państwowe przedsiębiorstwa taksówkowe. Było to szczególnie istotne zastosowanie Wołgi – w pewnych okresach ilość taksówek sięgała 1/3 produkcji. W przypadku Wołgi M-21 początkowo były to odmiany M-21B (przejściowa z silnikiem dolnozaworowym) i M-21A (pierwszej i drugiej serii), a następnie M-21T (trzeciej serii) i przeznaczony głównie na eksport GAZ-21TS. Oprócz wyposażenia w taksometr zamiast radioodbiornika, miały one uboższe wykończenie wnętrza, z tańszych i łatwiej zmywalnych materiałów (sztucznej skóry). Nie miały żadnych podświetlanych oznaczeń na dachu, a jedynie zielone światełko w prawym górnym rogu szyby przedniej, oznaczające wolną taksówkę. Wyróżniały się one zewnętrznie poziomymi paskami z szachownic w kontrastowym kolorze oraz brakiem anteny. Taksówki po remoncie kapitalnym w moskiewskich zakładach WARZ wyróżniały się ponadto czerwonym dachem (nazywane „czerwona czapeczka”). M-21T otrzymał w 1963 roku indywidualne fotele dla kierowcy i pasażera z przodu, przy tym prawy fotel mógł się składać w celu uzyskania równej przestrzeni bagażowej, miał on jednak mało wygodne cienkie siedzenie i oparcie. Na skutek intensywnej eksploatacji taksówki na ogół szybko się zużywały i służyły po 5-6 lat, przejeżdżając średnio 350 tys. km; w Moskwie M-21/GAZ-21 używane były w tym charakterze do 1975 roku.
Wołgi używane były na niewielką skalę także w sporcie samochodowym. Już w 1958 roku Wołgi zdobyły pierwsze trzy miejsca w rajdowych mistrzostwach ZSRR. Poza granicami ZSRR nie odnosiły jednak większych sukcesów. W 1967 roku radziecka załoga na M-21 zajęła 2. miejsce w klasyfikacji generalnej górskiego Rajdu Etiopii. Używane były też w innych krajach, np. z fińskimi załogami w Rajdzie 1000 Jezior.
Stylizację Wołg M-21 pierwszej serii określano popularnie jako „gwiazda”, drugiej serii: „paszcza rekina”, a trzeciej: „fiszbiny” (kitowyj us, dosłownie: „wielorybi wąs”). Obecnie samochody te mają status kolekcjonerskich oldtimerów.

## Konstrukcje pochodne
Zaraz po wdrożeniu Wołgi do produkcji jej podzespoły, przede wszystkim silnik i zawieszenie przednie, wykorzystano w konstrukcji mikrobusu RAF-977 Łatwija, pierwotnie skonstruowanego w oparciu o podzespoły Pobiedy. Produkowano go od 1958 roku w Rīgas Autobusu Fabrika. Podzespoły Wołgi trafiły także do będącego jej odmianą pochodną furgonu JerAZ 762, produkowanego masowo w Erywaniu od 1966 do 1995 roku (w późniejszym okresie zaadaptowano silnik od GAZ-24 Wołga).
Na początku lat 60. w Siewierodonieckiej Bazie Autoremontowej (SARB) w Siewierodoniecku z inicjatywy lokalnych władz skonstruowano na bazie podzespołów Wołgi osobowy mikrobus Start. Samochód otrzymał nadwozie wagonowe z włókna szklanego o oryginalnej stylistyce, nawiązującej do amerykańskiej mody „aerokosmicznej” z początku lat 60. Nietypowym elementem jego stylistyki były okna boczne zgrupowane w dwóch grupach o kształcie trapezów, z przodu i tyłu, a także wystający do tyłu bagażnik z ozdobnymi płetwami. Pojazd oparto na ramie nośnej, do której zamocowano podzespoły jezdne i napędowe Wołgi. Silnik znajdował się w kabinie, między przednimi fotelami, częściowo w przedziale pasażerskim. Prototyp ukończono pod koniec 1963 roku i zademonstrowano władzom przemysłu motoryzacyjnego w Moskwie. Wywołał on duże zainteresowanie i zezwolono na podjęcie małoseryjnej produkcji, w oparciu o podzespoły dostarczane przez GAZ. W latach 1964–1967 powstało ich w SARB około 100 sztuk. Z powodu ręcznej produkcji cena Starta wynosiła 9500 rubli w porównaniu do ok. 5000 za Wołgę, lecz mikrobus cieszył się zainteresowaniem. Nie doszło jednak do produkcji wielkoseryjnej przez państwowy przemysł samochodowy, gdyż badania w 1966 roku nie wykazały jego wyraźnej przewagi nad produkowanym już RAF-977. Samochód mieścił 10 osób, na indywidualnych fotelach pod ścianami i tylnej kanapie. Oprócz przednich drzwi po obu stronach dostęp do wnętrza dawały jedne klasycznie otwierane drzwi po prawej stronie. Z Wołgi pochodziły też inne podzespoły, jak przednie kierunkowskazy, tylne lampy (zamocowane ukośnie na końcach płetw), deska przyrządów, uchwyt bagażnika w formie mewy. Ponadto, w latach 1964-1965, w zakładach Gławdonbasstroj w Doniecku wyprodukowano około 10 analogicznych mikrobusów pod nazwą Donbass, a w 1966 około 20 nieznacznie zmienionych pojazdów Start (m.in. z zawieszeniem od ZIM) zbudowano w Ługańskim Zakładzie Automontażowym (ŁASZ) w Ługańsku.

## Niezrealizowane projekty
Podczas prac nad nowym samochodem, przed pojawieniem się ostatecznej postaci M-21 Wołgi, opracowano kilka studiów nadwoziowych. W 1952 roku Lew Jeriemiejew zaprojektował nadwozie dla przewidywanego samochodu M-21 Pobieda, podobne do GAZ-12 ZIM, także jego autorstwa. Wykonano gipsową makietę nadwozia, lecz dalszych prac zaniechano, stawiając na nowocześniejszą stylistykę.
W 1953 roku, obok ostatecznie zaaprobowanego nowego projektu Jeriemiejewa, powstało kilka projektów M-21 Zwiezda ("gwiazda"), autorstwa brytyjskiego projektanta Johna Williamsa, pracującego w ZSRR (wcześniej uczestnika wojny domowej w Hiszpanii). Wykonano jedną gipsową makietę, jednakże projekt został odrzucony m.in. z powodu niewielkiego bagażnika (nadwozie miało tył typu fastback).

## Wersje
W nawiasach pisownia cyrylicą. Główne źródła:
- - I seria (1956-59):
- M-21 – pierwotna wersja z silnikiem górnozaworowym o mocy 70 KM i automatyczną przekładnią (1957–1959, zbudowano ok. 700)[13]
- M-21A (М-21А) – wersja taksówki pierwszej i drugiej serii, z silnikiem 70 KM i mechaniczną skrzynią biegów (1957–1962)
- M-21B (М-21Б) – przejściowa wersja taksówki pierwszej serii, z silnikiem  dolnozaworowym o mocy 65 KM (1957–1958)[15]
- M-21W (М-21В) – podstawowa wersja pierwszej serii, z silnikiem górnozaworowym 70 KM i mechaniczną skrzynią biegów (1957–1958)
- M-21G (М-21Г) – przejściowa wersja pierwszej serii, z silnikiem dolnozaworowym o mocy 65 KM (1957, zbudowano ok. 1100)
- M-21D (М-21Д) – eksportowa wersja pierwszej serii z silnikiem 80 KM i mechaniczną skrzynią biegów
- M-21Je (М-21Е) – eksportowa wersja pierwszej serii z silnikiem 80 KM i automatyczną skrzynią biegów
  - II seria (1959-62)
- M-21I (М-21И) – podstawowa wersja drugiej serii, z silnikiem górnozaworowym 70 KM i mechaniczną skrzynią biegów
- M-21K (М-21К) – eksportowa wersja drugiej serii dla krajów o gorącym klimacie z silnikiem 80 KM i mechaniczną skrzynią biegów
- M-21KJu (М-21КЮ) – eksportowa wersja drugiej serii z silnikiem 80 KM i mechaniczną skrzynią biegów 
  - III seria (1962-1970)
- M-21Ł (М-21Л) – bazowa wersja trzeciej serii z lat 1962–1965 (silnik 75 KM)
- M-21M (М-21М) – eksportowa wersja z silnikiem 85 KM i ulepszonym wykończeniem (1962–1965)
- M-21MJu (М-21МЮ) – odmiana wersji eksportowej M dla krajów o gorącym klimacie (silnik 85 KM, 1962–1965)
- M-21P (М-21П) – eksportowa wersja z kierownicą po prawej stronie (silnik 85 KM, 1962–1965)
- M-21PJe (М-21ПЕ) – odmiana wersji eksportowej P z automatyczną skrzynią biegów
- M-21PJu (М-21ПЮ) – odmiana wersji eksportowej P dla krajów o gorącym klimacie
- M-21T / GAZ-21T (М-21Т / ГАЗ-21Т) – wersja taksówki (silnik 75 KM, 1962–1970)
- M-21U (М-21У) – wersja z ulepszonym wykończeniem (silnik 75 KM, 1962–1965)

- GAZ-21R (ГАЗ-21Р) – podstawowa wersja trzeciej serii z lat 1965–1970 (silnik 75 KM)
- GAZ-21S (ГАЗ-21С) – wersja eksportowa z silnikiem 85 KM i ulepszonym wykończeniem (1965–1970)
- GAZ-21SJu (ГАЗ-21СЮ) – odmiana wersji eksportowej S dla krajów o gorącym klimacie (silnik 85 KM, 1965–1970)
- GAZ-21N (ГАЗ-21Н) – wersja eksportowa z kierownicą po prawej stronie (silnik 85 KM, 1965–1970)
- GAZ-21NJu (ГАЗ-21НЮ) – odmiana wersji eksportowej N dla krajów o gorącym klimacie (silnik 85 KM, 1965–1970)
- GAZ-21US (ГАЗ-21УС) – wersja z ulepszonym wykończeniem (silnik 75 KM, 1965–1970)
- GAZ-21TS (ГАЗ-21ТС) – wersja taksówki z ulepszonym wykończeniem (silnik 75 KM, 1965–1970)
- GAZ-21E (ГАЗ-21Э) – odmiana wersji eksportowej S z ekranowaną instalacją elektryczną (silnik 85 KM, 1965–1970)

- GAZ-22 – wersja kombi
- GAZ-23 – specjalna wersja wzmocniona (silnik V8 195 KM, 1962-1970)

## Dane techniczne (GAZ-21R)
- Nadwozie: samonośne, stalowe, 4-drzwiowe, 5-miejscowe
- Wymiary: długość – 4810 mm; szerokość – 1800 mm; wysokość – 1620 mm
- Rozstaw osi: 2700 mm
- Rozstaw kół: przód 1410 mm., tył 1420 mm.
- Masa własna: 1460 kg (w III serii minimalnie mniejsza)
- Masa całkowita: 1885 kg
- Średnica zawracania: 12,6 m
- Prześwit pod osiami: 190 mm
- Silnik: GAZ-21A lub ZMZ-21A – gaźnikowy, 4-suwowy, 4-cylindrowy rzędowy (R4), górnozaworowy OHV, 2 zawory na cylinder, chłodzony cieczą, umieszczony z przodu, napędzający koła tylne
- Pojemność skokowa: 2445 cm³
- Średnica cylindra x skok tłoka: 92 x 92 mm
- Moc maksymalna: 75 KM przy 4000 obr./min
- Maksymalny moment obrotowy: 17 kgf przy 2200 obr./min (173 N•m)
- Stopień sprężania: 6,7:1 (wersja eksportowa 7,65:1)
- Układ zasilania: gaźnik K-124 (wcześniejsze modele: K-22I, od 1960: K-105[48])
- Skrzynia przekładniowa: mechaniczna 3-biegowa, biegi 2. i 3. zsynchronizowane, z dźwignią koło kierownicy
- Przekładnia główna: hipoidalna, przełożenie 1:4,55
- Zawieszenie przednie: niezależne, poprzeczne wahacze resorowane sprężynami śrubowymi, teleskopowe amortyzatory hydrauliczne
- Zawieszenie tylne: zależne, sztywna oś na podłużnych resorach półeliptycznych, teleskopowe amortyzatory hydrauliczne
- Hamulce: przednie i tylne bębnowe hydrauliczne; hamulec ręczny mechaniczny na wał napędowy
- Ogumienie o wymiarach 6,70-15"
- Średnie zużycie paliwa: 11-13,5 l / 100 km
- Prędkość maksymalna: 130 km/h
- Przyspieszenie 0–100 km/h: 32 s

Główne źródło:

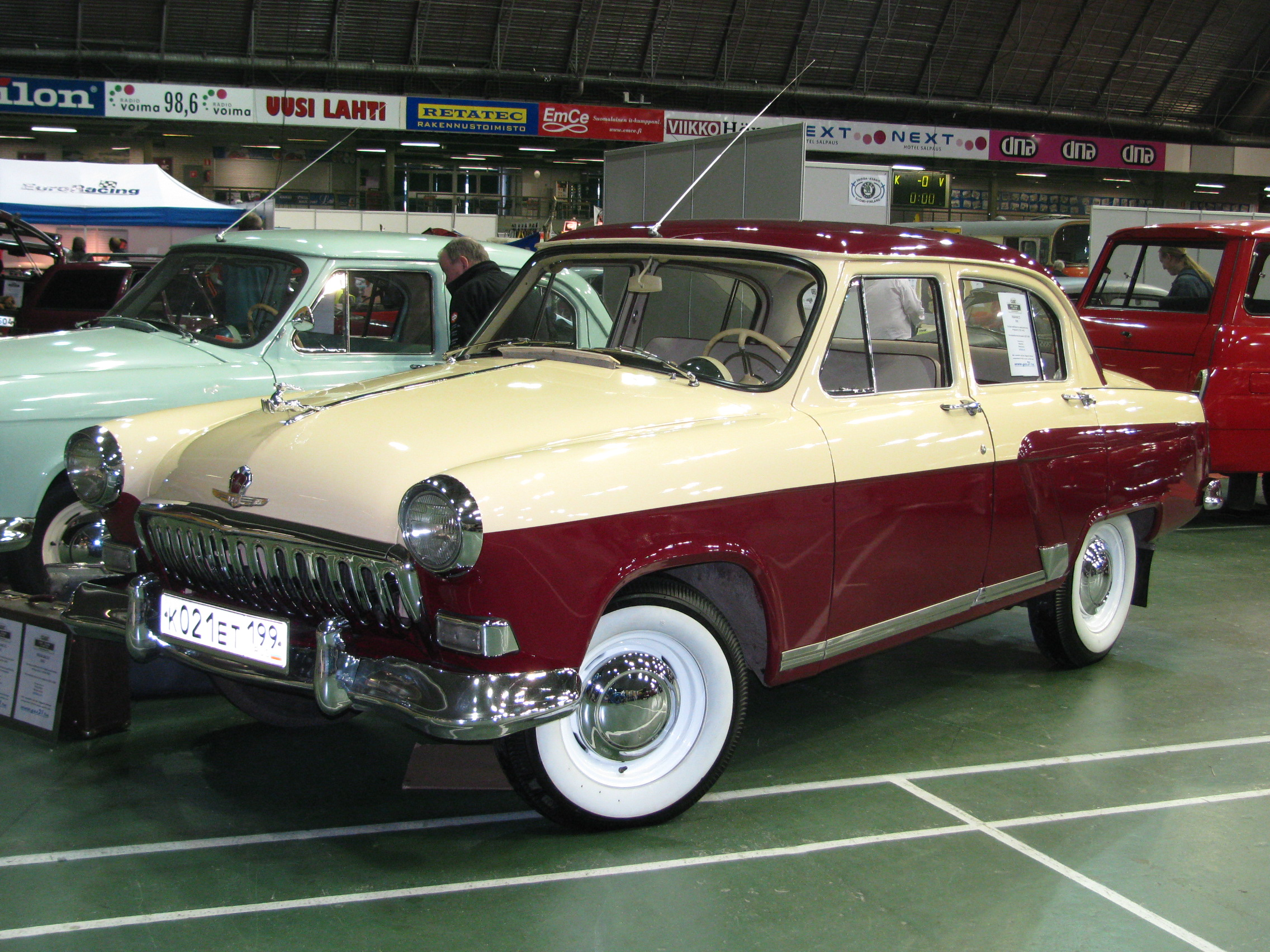
GAZ M-21 Wołga drugiej serii w luksusowym wykonaniu (chromowana atrapa, dwukolorowe malowanie)
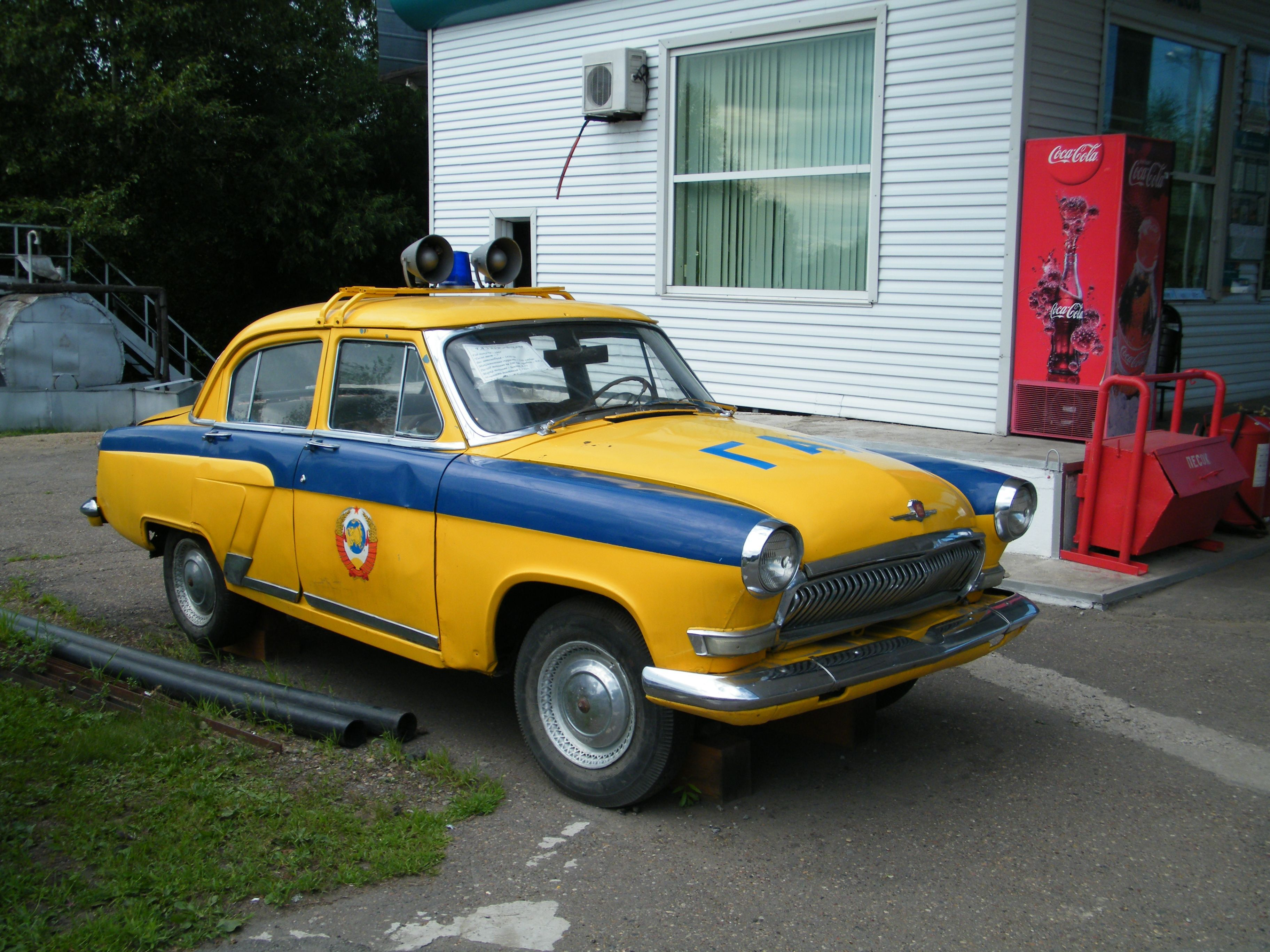
Wołga trzeciej serii w barwach radzieckiej inspekcji ruchu drogowego (GAI)
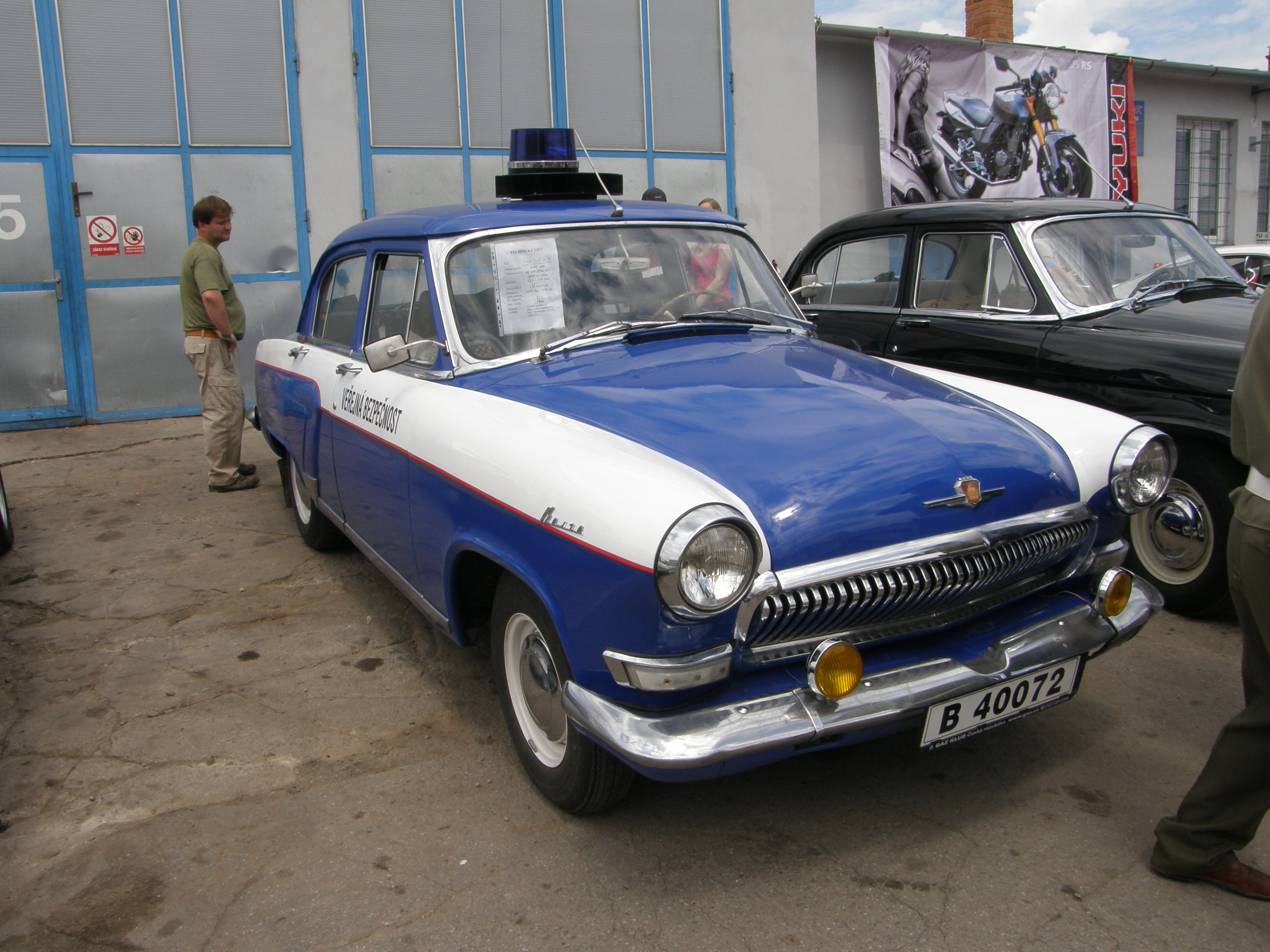
Wołga trzeciej serii w barwach czechosłowackiej policji (VB)
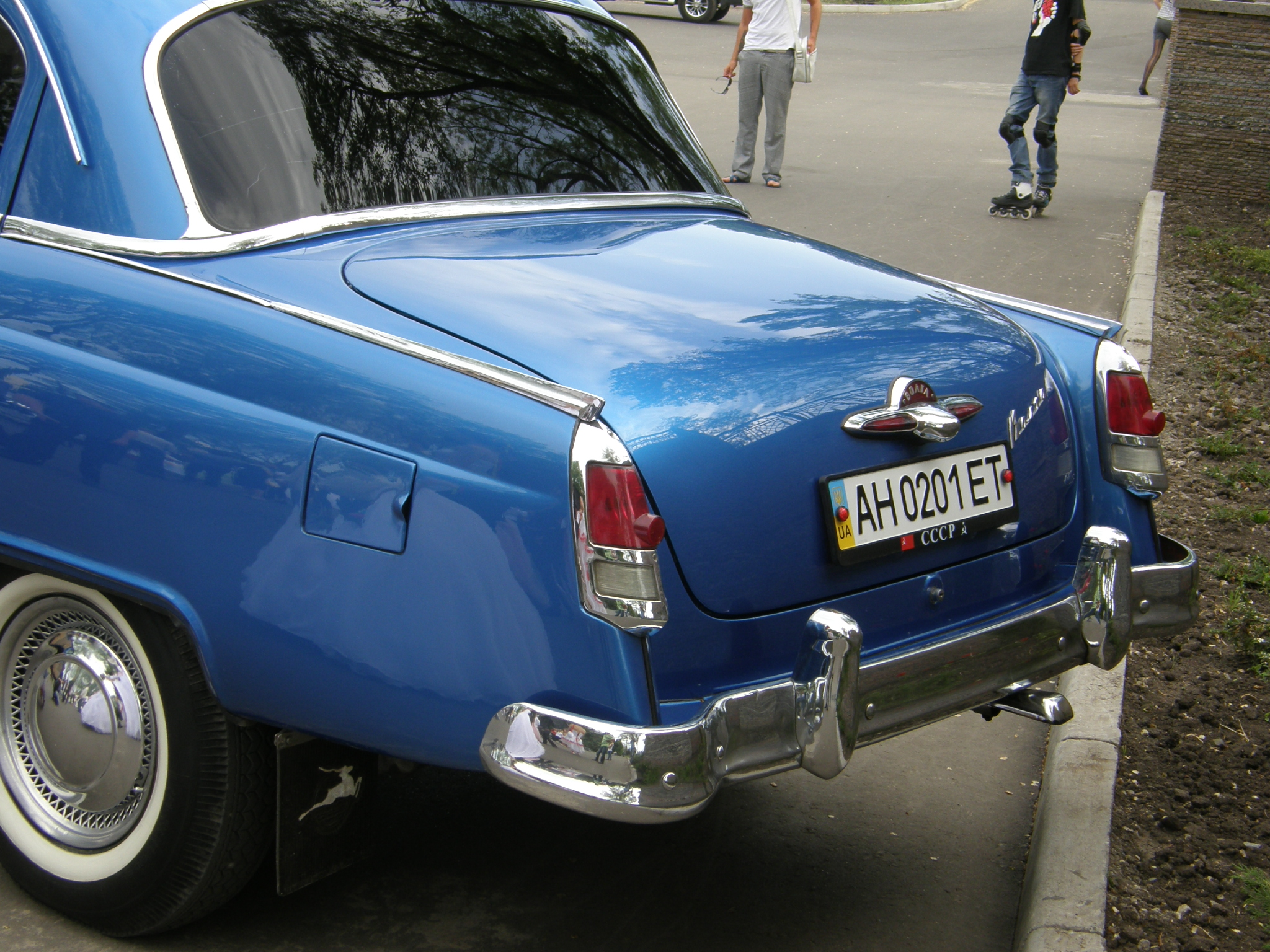
Dobrze widoczne tylne światła drugiej serii – światło pozycyjne, a zarazem stopu i kierunkowskaz na górze oraz cofania na dole.